# بحيرة فيرمندين
بحيرة فيرمندين هي بحيرة في بلدية أسنيس في مقاطعة هدمارك، النرويج.